# آلبرت کلایور
آلبرت کلایور (هلندی: Albert Kluyver؛ ۳ ژوئن ۱۸۸۸ – ۴ مهٔ ۱۹۵۶) یک دانشمند و متخصص در زمینه میکروبیولوژی
و زیست‌شیمی اهل پادشاهی هلند بود.
آثار و مقاله‌های او در فراگیری مفهوم «بیوشیمی تطبیقی» نقش داشت.
وی همچنین برندهٔ جوایزی همچون مدال کاپلی شده‌است.